# Патара-Губи
Патара-Губи (груз. პატარა გუბი) — село в Грузии, на территории Хонийского муниципалитета края (мхаре) Имеретия.

## География
Село находится в западной части Грузии, в пределах Имеретинской низменности, к западу от реки Губисцкали, на расстоянии приблизительно 6 километров (по прямой) к юго-востоку от города Хони, административного центра муниципалитета. Абсолютная высота — 69 метров над уровнем моря.

## Население
По результатам официальной переписи населения 2014 года, в Патара-Губи проживало 165 человек (83 мужчины и 82 женщины). В национальной структуре населения грузины составляли 100 %.
| Год  | Население, человек |
| ---- | ------------------ |
| 2002 | 254                |
| 2014 | ↘ 165              |